# Cantone di Saugues
Il Cantone di Saugues era una divisione amministrativa dell'Arrondissement di Brioude.
A seguito della riforma approvata con decreto del 17 febbraio 2014, che ha avuto attuazione dopo le elezioni dipartimentali del 2015, è stato soppresso.

## Composizione
Comprendeva 14 comuni:
- Alleyras
- Chanaleilles
- Croisances
- Cubelles
- Esplantas
- Grèzes
- Monistrol-d'Allier
- Saint-Christophe-d'Allier
- Saint-Préjet-d'Allier
- Saint-Vénérand
- Saugues
- Thoras
- Vazeilles-près-Saugues
- Venteuges